# Angel (singel Chiary)
Angel – utwór maltańskiej wokalistki Chiary napisany przez nią samą, nagrany oraz wydany w 2005 roku.
W 2005 roku utwór reprezentował Maltę w finale jubileuszowego, 50. Konkursu Piosenki Eurowizji i zajął ostatecznie drugie miejsce w klasyfikacji finałowej.

## Historia utworu

### Nagrywanie
Utwór został napisany w 2005 roku przez Chiarę Siracusę, która została także wykonawczynią piosenki. Producentem singla zostali Howard Keith i Marc Paelinck, który odpowiedzialny był także za stworzenie aranżacji. Za realizację nagrań oraz mastering singla odpowiadał Howard Keith.
W 2007 roku południowoafrykański wokalista Tobi Jooste nagrał swoją wersję utworu w języku afrikaans – „Engel”, którą zamieścił na swojej trzeciej płycie studyjnej zatytułowanej Onthou jy.

### Konkurs Piosenki Eurowizji 2005
Pod koniec 2004 roku piosenka została zgłoszona do udziału w krajowych eliminacjach eurowizyjnych Song for Europe 2005. Na początku stycznia 2005 roku została zakwalifikowana do stawki finałowej selekcji jako jedna z dwudziestu dwóch utworów wybranych spośród 186 zgłoszeń. 19 lutego utwór wygrał finał selekcji z wynikiem 164 punktów w głosowaniu jurorów, dzięki czemu został wybrany na propozycję reprezentującą Maltę w 50. Konkursie Piosenki Eurowizji organizowanym w Kijowie. 
Dzięki zajęciu miejsca w pierwszej dwunastce przez duet Julie & Ludwig podczas konkursu w 2004 roku, reprezentantka nie musiała brać udziału w półfinale i miała gwarantowane miejsce w finale.21 maja utwór został wykonany przez Chiarę w finale konkursu i zajął ostatecznie drugie miejsce ze 192 punktami na koncie, w tym m.in. z maksymalną notą 12 punktów od telewidzów z Rosji.

## Lista utworów
CD Single (Europa)
1. „Angel” – 3:03
2. „Don't Wanna Let You Go” – 3:45

CD Single (Niemcy)
1. „Angel” – 3:00
2. „Another Piece of My Heart” – 3:48
3. „Don't Wanna Let You Go” – 3:40